# Clima da Finlândia

Zonas climáticas na Finlândia de acordo com Köppen

O clima na Finlândia é determinado principalmente pela localização ao norte do país. Segundo a classificação climática de Wladimir Köppen, a maior parte do país pertence à zona climática Dfc, que significa clima temperado frio ou subártico. O extremo noroeste em torno do Haltitunturi no município de Enontekiö pertence à zona climática ET, clima de tundra, enquanto a costa sul de Turku à Carélia do Sul tem zona climática Dfb, ou seja, clima continental úmido .
O clima da Finlândia tem aspectos para climas continentais e marítimos. Isso ocorre porque, por um lado, o Atlântico Norte com a Corrente do Golfo é relativamente próximo e o Mar Báltico e os muitos lagos interiores moderam o clima; por outro lado, as montanhas escandinavas protegem a Finlândia do mar aberto. A Corrente do Golfo garante que as costas norueguesa e russa ao norte da Finlândia não congelem nem mesmo no inverno, enquanto as águas com baixo teor de sal do Mar Báltico congelam sobre as costas, particularmente no Golfo de Bótnia . Mas mesmo no sul, os portos não podem ser usados durante todo o ano sem a ajuda de quebra-gelos .

## Precipitação
Ao todo a Finlândia está assim com cerca de 580 mm precipitação anual mais seca do que a Alemanha com cerca de 800 milímetros. Quase metade da precipitação cai nos meses de julho a outubro, com agosto tendo a maior precipitação. De fevereiro a maio, apenas cerca de um quinto da precipitação anual cai, com a menor precipitação ocorrendo em fevereiro. No sul e leste da Finlândia cai com cerca de 700 mm anualmente um pouco mais de precipitação do que no norte e oeste com cerca de 500 milímetros. No geral, a quantidade média de precipitação aumentou ligeiramente nas últimas décadas.

## Recordes de temperatura e mudanças climáticas
A temperatura mais alta registrada até agora na Finlândia foi de 37,2 °C em julho de 2010 em Liperi, a temperatura mais baixa foi medida em Kittilä em janeiro de 1999 e foi de -51,5 °C.
As temperaturas na Finlândia são medidas em todo o país desde 1750. Como em outros lugares, a curva da temperatura média varia muito, mas tende a subir. Enquanto a temperatura média móvel era de 0,48°C em 1760, era de 2,89°C em 1990. A Finlândia pode ser menos afetada do que outros países pelo aumento global do nível do mar, já que a elevação pós-glacial da região do Mar Báltico ainda não terminou. De acordo com o Instituto Meteorológico Finlandês, a temperatura média de 30 anos no período normal de 1981-2010 foi 0,4 °C maior do que o período normal anterior de 1971-2000 e até 0,7 °C maior do que o último período normal oficial completo do World Meteorological Institute . Organization, que funcionou de 1961 a 1990. Isso corresponde ao aumento previsto pelos modelos climáticos atuais.

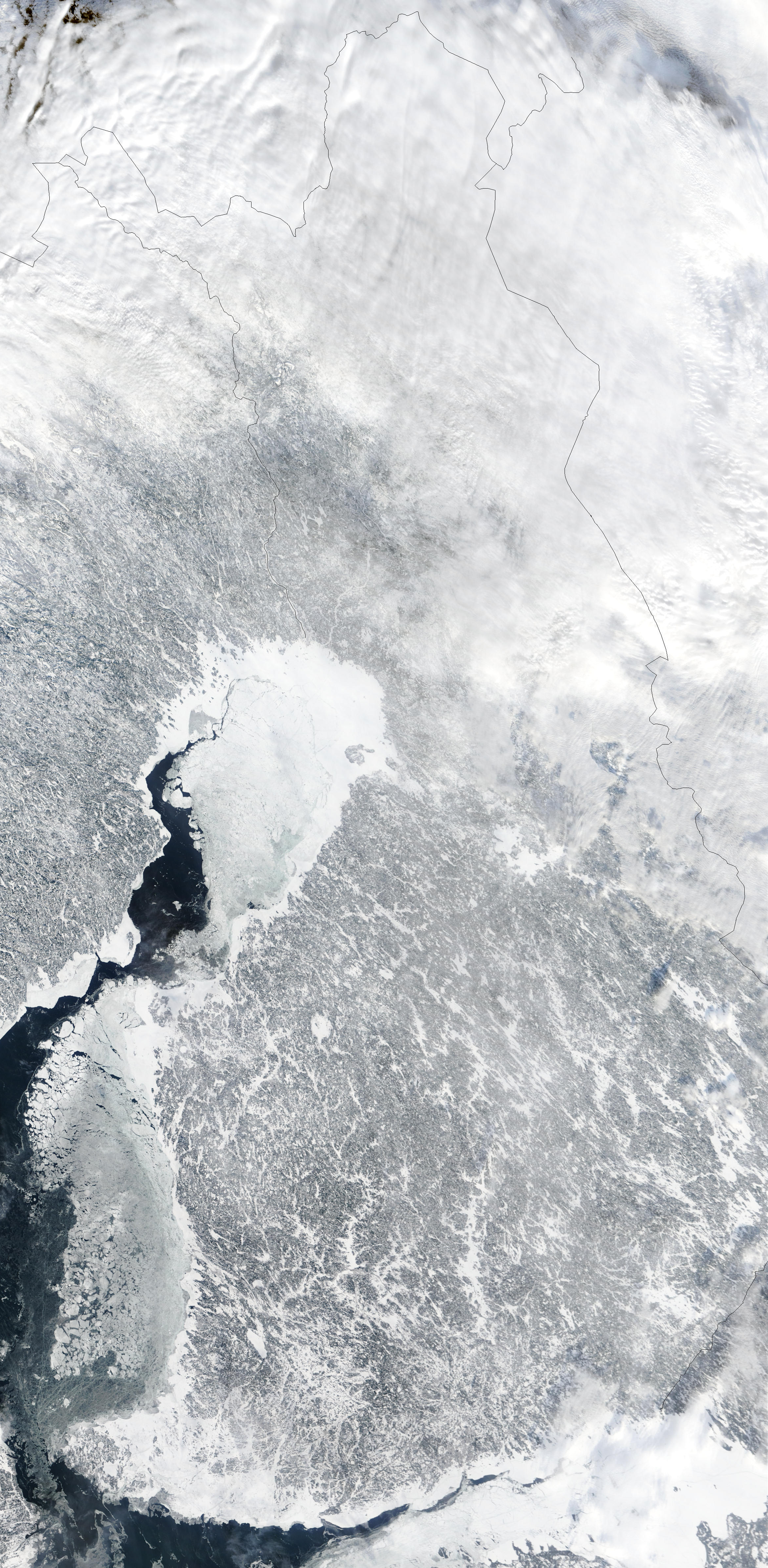
Imagem de satélite de 19. Fevereiro de 2003, o bloco de gelo do Mar Báltico é claramente visível